# Carlo Testi
Carlo Testi (Modena, 7 ottobre 1763 – Modena, 14 marzo 1849) è stato un politico e nobile italiano.

## Biografia
Nacque a Modena nel 1763, figlio unico di Giuseppe Testi e Rosa Mattioli. La sua famiglia era borghese, con numerosi possedimenti terrieri nel Carpigiano e nel Modenese. Entrò presto nei circoli letterari modenesi dove conobbe Luigi Cerretti, già conoscente del padre, il quale si prese cura della sua istruzione. Nel 1796, mentre era tenente colonnello all'interno dell'esercito del ducato di Modena, accolse favorevolmente l'occupazione da parte delle truppe francesi, entrando anche nel Comitato militare che avrebbe dovuto governare lo stato dopo la fuga del duca Ercole III. Dopo l'assimilazione dei territori modenesi alla Repubblica Cispadana e la seguente creazione della Repubblica Cisalpina, Testi ne divenne Ministro degli Esteri nell'estate del 1797 e, da convinto rivoluzionario, si espose molto favorevolmente alla creazione della Repubblica Romana.
All'inizio del 1798 fu eletto come membro del Direttorio esecutivo, sostituendo Giovanni Paradisi e lasciando il posto di ministro degli Esteri ad Ambrogio Birago. Si dimise poi dal Direttorio della Repubblica Cisalpina dopo l'arrivo dell'ambasciatore Trouvè, con il quale ebbe numerosi disaccordi di tipo politico. Fuggito a Parigi dopo l'occupazione di Milano da parte delle truppe russe, fece ritorno in Italia solo dopo la vittoria di Marengo, ritirandosi temporaneamente a vita privata. Tornò nel capoluogo lombardo l'anno seguente, occupando diversi ruoli di rilievo all'interno dell'apparato statale. Le sue viste repubblicane e unitarie, tanto che si era opposto alla presidenza della repubblica da parte di Napoleone, resero gli altri esponenti politici diffidenti nei suoi confronti ma non intaccarono lo sviluppo della sua carriera. Nel 1806 fu nominato Consigliere di Stato e Commendatore dell'Ordine della Corona Ferrea, ricevendo un incarico per conto del Ministero degli Esteri del Regno d'Italia a Parigi. Nel 1809 ottenne il seggio di senatore del regno dopo la morte del padre e l'anno successivo fu creato conte.
Perse l'unico figlio maschio poco dopo la fine della campagna di Russia. Ebbe un ruolo minore anche negli eventi che portarono alla caduta del Regno d'Italia: infatti, Eugenio di Beauharnais pensò a lui come ad uno dei rappresentanti da inviare al cospetto delle delegazioni delle potenze vincitrici a Parigi, scelta poi fatta anche dal Senato consulente. Testi, tuttavia, si rifiutò di partire, alludendo ad una grave malattia agli occhi che lo avrebbe impedito nell'incarico. Vani furono i tentativi di Melzi d'Eril di convincerlo. Dimessosi dal suo incarico il 26 aprile 1814, si ritirò a vita privata, morendo a Modena nel 1848.

## Famiglia
Cerretti gli presentò la futura moglie, Giuseppina Perego. La coppia ebbe un figlio, Fulvio, ed una figlia, Rosa. Quest'ultima fu arrestata a Modena nel 1831 per aver cucito la bandiera tricolore che Ciro Menotti fece sventolare sopra la città durante i moti carbonari.